# Маунтлейк Терас
Маунтлейк Терас (на английски: Mountlake Terrace) е град в окръг Снохоумиш, щата Вашингтон, САЩ. Маунтлейк Терас е с население от 20 326 жители (2000) и обща площ от 10,7 km². Намира се на 139 m надморска височина. ЗИП кодът му е 98043, а телефонният му код е 425.